# Montechiaro d'Asti
Montechiaro d'Asti (tiếng Piedmonte: Monciàir) là một town and comune (municipality) in the tỉnh Asti vùng Piedmont thuộc Ý, nằm ở vị trí cách khoảng 35 km về phía đông của Torino và khoảng 13 km về phía tây bắc của Asti.
Montechiaro d'Asti giáp các đô thị: Camerano Casasco, Chiusano d'Asti, Cortanze, Cossombrato, Cunico, Montiglio Monferrato, Soglio và Villa San Secondo.

## Người Montechiaro nổi bật
- Giovanni Pastrone, cũng gọi là Piero Fosco (1883–1959), một người tiên phong trong điện ảnh Ý.